# پاتریک سلوگیک
پاتریک سلوگیک (انگلیسی: Patrick Slogic؛ زادهٔ ۱۳ سپتامبر ۱۹۹۱) بازیکن فوتبال اهل ایالات متحده آمریکا است.